# Grantessa preiwischi
Grantessa preiwischi är en svampdjursart som beskrevs av Arthur Dendy och R.W. Harold Row 1913. Grantessa preiwischi ingår i släktet Grantessa och familjen Heteropiidae.
Artens utbredningsområde är havet kring Nya Zeeland. Inga underarter finns listade i Catalogue of Life.